# حمام افراونده
حمام افراونده مربوط به دوره زند - دوره قاجار است و در شهرستان دورود، بخش سیلاخور، دهستان چالانچولان، روستای افراونده واقع شده و این اثر در تاریخ ۲۸ اسفند ۱۳۸۵ با شمارهٔ ثبت ۱۸۵۲۲ به‌عنوان یکی از آثار ملی ایران به ثبت رسیده است.